# Hikelov method
Hikelov method ili Hikelova molekularno orbitalna teorija, koju je predložio Erih Hikel 1930. godine, je jednostavan metod za izračunavanje molekularnih orbitala kao linearne kombinacije atomskih orbitala. Teorija predviđa molekularne orbitale za π-elektrone u π-delokalizovanim molekulima, kao što su etilen, benzen, butadien i piridin. Ona pruža teorijsku osnovu za Hikelovo pravilo da su ciklični, planarni molekuli ili joni sa {\displaystyle 4n+2} π-elektrona aromatični. Kasnije je proširen na konjugovane molekule kao što su piridin, pirol i furan koji sadrže druge atome osim ugljenika i vodonika (heteroatomi). Dramatičnije proširenje metoda koje uključuje σ-elektrone, poznato kao proširena Hikelova metoda (EHM), a razvio ju je Roald Hofman. Prošireni Hikelov metod daje izvestan stepen kvantitativne tačnosti za organske molekule uopšte (ne samo planarne sisteme) i korišćen je da obezbedi računsko opravdanje za Vudvord–Hofmanova pravila. Da bi se razlikovao originalni pristup od Hofmanovog proširenja, Hikelova metoda je poznata i kao jednostavna Hikelova metoda (SHM).
Iako su neosporno kamen temeljac organske hemije, Hikelovi koncepti su dve decenije bili nezasluženo nepriznati. Poling i Veland su okarakterisali njegov pristup kao „glomazan“ u to vreme, a njihova konkurentska teorija rezonancije bila je relativno lakša za razumevanje hemičarima bez osnovne fizičke pozadine, čak i ako nisu mogli da shvate koncept kvantne superpozicije i mešali su ga sa tautomerizmom. Njegov nedostatak komunikacijskih veština je doprineo tome. Kada mu je Robert Robinson poslao prijateljski zahtev, on je arogantno odgovorio da ga organska hemija ne zanima.

## Literatura
- The HMO-Model and its applications: Basis and Manipulation, E. Heilbronner and H. Bock, English translation, 1976, Verlag Chemie.
- The HMO-Model and its applications: Problems with Solutions, E. Heilbronner and H. Bock, English translation, 1976, Verlag Chemie.
- The HMO-Model and its applications: Tables of Hückel Molecular Orbitals, E. Heilbronner and H. Bock, English translation, 1976, Verlag Chemie.

## Spoljašnje veze
- "Hückel method" at chem.swin.edu.au, webpage: mod3-huckel.
- N. Goudard; Y. Carissan; D. Hagebaum-Reignier; S. Humbel (2008). „HuLiS : Java Applet – Simple Hückel Theory and Mesomery – program logiciel software” (на језику: француски). Приступљено 19. 8. 2010.
- Rauk, Arvi. SHMO, Simple Hückel Molecular Orbital Theory Calculator.  Java Applet (downloadable) Архивирано 2018-06-22 на сајту .